# 86 (število)
86 (šéstinósemdeset) je naravno število, za katero velja 86 = 85 + 1 = 87 - 1.

## V matematiki
- sestavljeno število.
- polpraštevilo.
- ne obstaja nobeno takšno celo število x, da bi veljala enačba φ(x) = 86.
- ne obstaja nobeno takšno celo število x, da bi veljala enačba x - φ(x) = 86.
- desetiško samoštevilo (Kolumbijevo število).
- veselo število.

## V znanosti
- vrstno število 86 ima radon (Rn).

## Drugo
- eden od petih identifikatorjev ISBN za knjige tiskane v Sloveniji, Srbiji in Črni gori.

### Leta
- 486 pr. n. št., 386 pr. n. št., 286 pr. n. št., 186 pr. n. št., 86 pr. n. št.
- 86, 186, 286, 386, 486, 586, 686, 786, 886, 986, 1086, 1186, 1286, 1386, 1486, 1586, 1686, 1886, 1886, 1986, 2086, 2186